# تجربة طويلة المدى

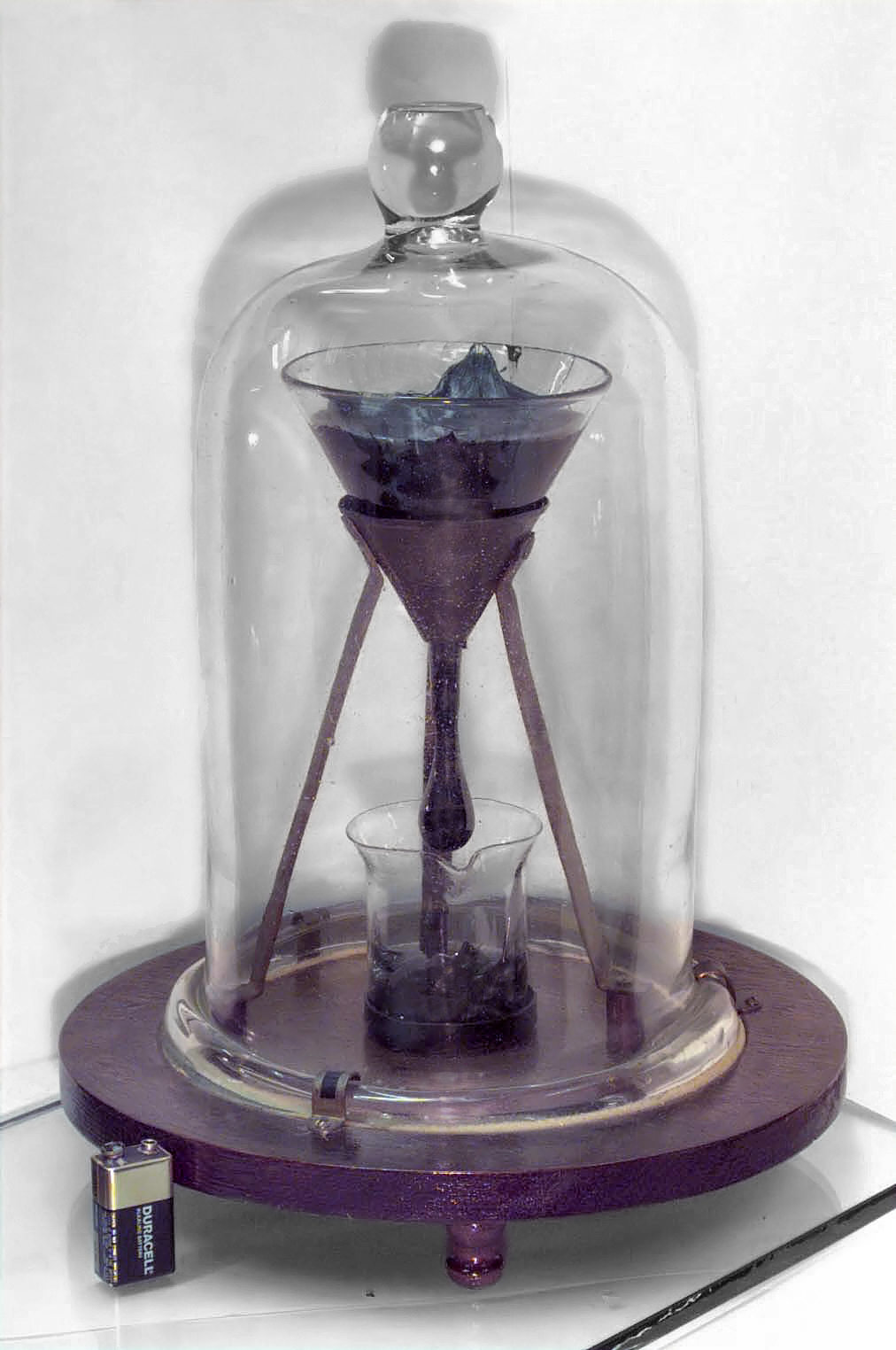
تستمر تجربة قطرة القار في جامعة كوينزلاند منذ عام 1927.

تعتبر التجربة طويلة المدى إحدى التجارب التي يتم إجراؤها خلال فترة زمنية طويلة لاختبار فرضية أو رصد ظاهرة تحدث بمعدل شديد البطء.
لقد أجريت العديد من التجارب الحقلية في ما يزيد عن 100 عام، إلا أن بعض التجارب الأقصر أجلاً يمكن وصفها بأنها «طويلة الأجل» في بعض الأنظمة الأخرى. وتعتبر التجربة «مجموعة من الإجراءات والمشاهدات» التي تشير ضمنًا إلى أن واحد أو أكثر من المعالجات (سماد طبيعي، وجبات الغداء المدرسية المدعومة، وما إلى ذلك) المفروضة على النظام تخضع للدراسة. وبناء على ذلك فإن التجارب طويلة الأجل تعارض الدراسات طويلة الأجل غير الخاضعة للتجربة حيث يستحيل الاستفادة من النظام الخاضع للدراسة (المشتري البقعة الحمراء العظيمة) أو (مشاهدات الحقل غير المرغوبة لسلوك الشامبنزي).

## الفيزياء
- لقد استمر جرس جامعة أكسفورد الكهربائي في الرنين في جامعة أكسفورد منذ عام 1840 بالرغم من وجود بعض الأسباب التي تساعد في اعتقاد أنه ربما يكون أقدم بما يصل إلى 15 عامًا.
- وأما ساعة بيفرلي في جامعة أوتاجو فإنها تعمل منذ عام 1864.
- وقد استمر العمل في تجربة قطرة القار بجامعة كوينزلاند منذ عام 1927.
- واستمرت تجربة أرثر كوفينجتون حول المرصد الشمسي ذي الموجة الصغرى منذ عام 1947 والتي تجرى حاليًا في مرصد الدومنيون للفيزياء الفلكية.

## التجارب طويلة المدى بالمجال الزراعي
تختبر التجارب طويلة المدى استدامة مختلف التطبيقات الزراعية حيث تقاس بواسطة أنواع المحاصيل الزراعية عبر العقود. وتتضمن الأمثلة [[محطة روذمستيد لإجراء التجارب (1843 وحتى الآن)، حقول الغد (1876 وحتى الآن)، والدوران القديم بولاية ألاباما (1896 وحتى الآن)، و[[تجربة هاجلي (1939-1982؟).
وقد أظهرت التجارب في روذمستيد أن "حقول الحبوب" يمكن استدامتها (ويمكن زيادتها) لما يصل إلى 150 عامًا من خلال الاستزراع الأحادي للقمح والشعير سواء المزود بالأسمدة العضوية أو غير العضوية سنويًا وقد أظهرت هذه النتائج أن التطبيقات التي اعتبرها بعض مناصري الزراعة المستدامة غير مستدامة يمكن أن تحافظ على «قدرة المزرعة على الإنتاج إلى الأبد» على الأقل في ظل بعض الظروف المحيطة. ولكن حتى مع اعتبار أن تنوع المحصول في المساحة والوقت (دورة المحصول) والإضافات العضوية ليست أساسية دائمًا للاستدامة، إلا أنه يوجد دليل معتبر من «روذمستيد» وغيرها من الأماكن على أنها غالبًا تكون نافعة.
لقد كانت "تجربة هاجلي" جديرة بالاهتمام باعتبارها نموذجًا نادرًا للتجربة طويل المدى في الزراعة العضوية دون إضافة مغذيات خارجية. وبعد مرور نحو 30 عامًا اتخذ المسؤولون قرار بدء استيراد السماد. يوجد بعض المعارضة تجاه إذا ما كان "انخفاض المحاصيل النسبية من القطاع العضوي" ناتجًا عن استهلاك مغذيات التربة".
لقد اعتمدت بعض التجارب قصيرة المدى المتنوعة على البقوليات (في المعايشة مع البكتريا المستجذرة المثبتة للنتروجين) كمصدر للنتروجين، إلا أن المحاصيل ذات المدى القصير لم تثبت أن هذا النظام مستدام. والمشكلة أن انبعاث النتروجين من المواد العضوية بالتربة يمكن أن يؤدي لنقص النتروجين من البقوليات لعقد من الزمن أو أكثر. لقد أظهرت تجربة «الدوران القديم» أن النتروجين المنبعث من البقوليات يمكن أن يوازن النتروجين الذي تمت إزالته في حقل تم حصده على المدى الطويل. ولكن إحدى النقاط الرئيسية هي أن النتروجين في البقوليات لم تتم إزالته، كما يجب أن يكون مع محصول فول الصويا، ولكنه حُرث بالتربة كسماد أخضر. وفي تجربة «الدوران القديم» نمى السماد الأخضر أثناء الشتاء لتزويد محصول الصيف (قطن) بالنتروجين؛ إلا أن هذا ربما يكون أقل نفعًا في مناطق المناخ الأكثر برودة.
وأما أحدث التجارب الزراعية طويل المدى التي بدأت مؤخرًا فتتضمن البحث طويل المدى على تجارب الأنظمة الزراعية بجامعة كاليفورنيا دايفس حيث بدأت عام 1993.

## التجارب البيئية طويلة الأجل
تدعم مؤسسة الولايات المتحدة الوطنية للعلوم عددًا من التجارب البيئية طويل المدى، وهذه غالبًا في مجال الأنظمة البيئية التي تتعرض قليلاً للتأثر البشري المباشر مقارنة بما عليه غالبية الأنظمة البيئية. انظر شبكة الأبحاث البيئية طويلة المدى "LTER".
يمكن اعتبار عدد من المناطق الأخرى والتي أحيانًا تسمى الحدائق الإجبارية تجارب بيئية طويلة المدى وهذا نتيجة إهمال الإنسان لها وعودتها إلى حالة قريبة من الحياة الوحشية. ويتضمن هذا أيضًا المناطق التي أهملت لأسباب سياسية مثل المنطقة الكورية منزوعة السلاح، أو التلوث البيئي، مثل منطقة العزل لمحطة تشرنوبل للطاقة النووية.

## التجارب طويلة المدى في الأحياء التطورية
- استمرت تجارب ريتشارد لينسكي في تطور الإي كولاي لأكثر من 60,000 جيل.
- تجارب تطور الذرة بانتقاء مصطنع لمحتوى الزيت والبروتين فقد استمرت سنوات أكثر ولكن مع أجيال أقل (فقط 65).

## الطب
يجري معمل تنمية البالغين بإدارة الطب النفسي بـمستشفى بريجام إحدى المؤسسات التابعة لـكلية طب هارفرد دراسة طويلة المدى على تنمية البالغين من البشر، وهذا من خلال متابعة مجموعتين من الأفراد الخريجين (268 هارفرد و456 ذكرًا من المدينة الداخلية بوسطن بنفس الأعمار. وقد استمرت الدراسة لمدة 68 عامًا ولا تزال تعتبر حاليًا أطول دراسة أجريت مطلقًا على حياة البالغين.